# Kang Chang-gu
Đây là một tên người Triều Tiên, họ là Kang.
Kang Chang-gu (tiếng Hàn Quốc: 강창구; 1957 – 17 tháng 4 năm 1990) là một sát nhân hàng loạt và hiếp dâm người Hàn Quốc đã ra tay sát hại sáu phụ nữ ở Gongju và khu vực lân cận từ năm 1983 đến năm 1987, Kang có bản tính kỳ thị phụ nữ. Bị kết án tử hình vì những tội ác này, sau đó anh ta bị treo cổ vào năm 1990.

## Tiểu sử
Kang Chang-gu sinh năm 1957 tại Anseong, tỉnh Gyeonggi, là con út trong gia đình có ba anh trai và một chị gái, nhưng gia đình chuyển đến Gongju khi anh mới hai tuổi. Kang mất cả cha lẫn mẹ từ khi còn nhỏ và được chăm sóc bởi anh trai, khiến cuộc sống ban đầu của anh trở nên khó khăn. Kang, bị mắt lác, chân đi khập khiễng do bệnh bại liệt và bị động kinh khi còn là một thiếu niên, thường bị bạn bè xa lánh và bắt nạt do ngoại hình của mình. Việc các cô gái và những người phụ nữ sau này tỏ thái độ khinh miệt khiến Kang nảy sinh cảm giác căm phẫn với nữ giới, Kang giải tỏa cơn giận bằng cách xâm hại tình dục và lạm dụng những phụ nữ. Cuối cùng, Kang bỏ học rồi chuyển sang làm thợ mộc và thợ làm tóc để kiếm tiền. Trước khi xảy ra vụ giết người, anh ta phải ngồi tù hai năm sáu tháng vì các tội như trộm cắp, hành hung, cưỡng hiếp và cản trở công lý.

## Gây án
Ngày 31 tháng 7 năm 1983, Kang cắt cỏ trên cánh đồng ở một lưu vực gần ngôi làng nông thôn Useong-myeon thì bắt gặp một bà nội trợ 50 tuổi tên Hong, bà đang giặt cái khăn choàng màu đỏ và lấy nước từ một cái ao nhỏ. Kang tiếp cận người phụ nữ từ phía sau rồi dìm đầu bà xuống nước cho đến khi bất tỉnh, sau đó Kang thực hiện hành vi cưỡng hiếp. Để che đậy tội ác, anh ta đẩy người phụ nữ xuống ao khiến bà chết đuối. Thi thể nạn nhân được tìm thấy vài ngày sau đó; tuy nhiên, vì không có gì lạ khi mọi người ở vùng nông thôn phải hứng chịu những cơn nắng nóng vào thời điểm đó, cái chết của bà Hong được cho là một tai nạn và nhanh chóng bị lãng quên.
Ngày 21 tháng 2 năm 1984, bà Lee 51 tuổi rời nhà ở Naeheung-ri để tham dự một buổi lễ tưởng niệm Phật giáo, nhưng không thấy trở về nhà vào cuối ngày hôm đó. Thi thể của bà được tìm thấy khoảng hai tháng sau đó trên một con đường núi, nhưng qua khám nghiệm tử thi không xác định được bất kỳ chấn thương bên ngoài nào cho thấy bà đã bị sát hại. Vào ngày 19 tháng 8, Park Jeong-soon 21 tuổi đang đi bộ trên một con đường núi gần Useong-myeon vào ban ngày, thì một người đàn ông bất ngờ xuất hiện từ trong rừng và đe dọa cô bằng lưỡi liềm. Quá sợ hãi, đối tượng bắt cô đi theo đến chỗ một bụi cây vắng vẻ, sau đó đối tượng đã cưỡng hiếp cô. Kẻ tấn công, Kang, đã chém Park một cách ác liệt, nhưng không thể giết được cô trước sự kháng cự quyết liệt, điều này giúp cô trốn thoát. Cuộc tấn công này có liên quan đến cái chết đáng ngờ của bà Lee vài tháng trước đó, tạo ra một cảm giác sợ hãi cho phụ nữ địa phương.
Sau vụ giết người không thành với Park Jeong-soon, Kang không thực hiện bất kỳ vụ tấn công nào cho đến tháng 8 năm 1985, anh ta hãm hiếp và giết một du khách 21 tuổi, Lee, đang đến khu vực này để tham dự một buổi lễ Phật giáo. Thi thể được tìm thấy vài ngày sau đó, nhưng các nhà chức trách không thể xác định danh tính của nạn nhân do thi thể bị phân hủy nghiêm trọng. Vào ngày 29 tháng 1 năm 1987, một phụ nữ 47 tuổi Kim Jong-hee rời nơi cư trú ở Useong-myeon để đến thăm một nơi ở ẩn địa phương, nhưng sau đó không thấy Kim quay về, chính quyền được cử đi tìm kiếm nơi ở và những ngọn đồi xung quanh nhưng không tìm thấy.
Ngày 28 tháng 2, Seo Jeong-sun, 57 tuổi, rời khỏi nhà để đến một nhà thờ ở ngoại ô Useong-myeon, nhân chứng cho biết họ nhìn thấy Seo ở một trạm xe buýt vào khoảng 8 giờ tối. Seo Jeong-sun không quay về nhà, ba ngày sau, người dân phát hiện thi thể của nạn nhân phủ đầy rơm rạ trên một con đường nông thôn. Có những vết thắt trên cổ, tất và quần lót bị cởi ra, cho thấy nạn nhân đã bị cưỡng hiếp. Sau khi Seo Jeong-sun bị sát hại, nhà chức trách bắt đầu điều tra lại tất cả các vụ mất tích trước đó cùng những cái chết có liên quan đến nhau. Nghi ngờ này nhanh chóng được xác nhận sau khi Lee Juk-ja, 47 tuổi, người chạy xe đẩy thức ăn ở Useong-myeon, biến mất vào ngày 1 tháng 4. Sự mất tích của Juk-ja buộc cảnh sát phải tiến hành một chiến dịch tìm kiếm, dẫn đến vị trí thi thể của Kim Jong-hee và Lee Juk-ja trong vài ngày sau đó.

## Điều tra và bắt giữ
Sau khi phát hiện ra thi thể của hai phụ nữ, một đội đặc nhiệm gồm 60 thám tử được thành lập để giải quyết các vụ án. Từ cuộc điều tra của họ, có thể suy đoán cả sáu nạn nhân đều là phụ nữ đi du lịch một mình, bị hiếp dâm trước khi bị giết và thi thể bị vứt ở những ngọn đồi hoặc lưu vực sông ít người sinh sống. Thời điểm gây án xảy ra vào ban ngày ít người qua lại, nên hung thủ quen thuộc với khu vực này và bị thúc đẩy bởi ham muốn tình dục. Bởi vì điều này, một số tù nhân phù hợp với hồ sơ đã được thẩm vấn, nhưng không có kết quả gì. Một chi tiết quan trọng khi một tu sĩ địa phương cho biết thường nhìn thấy một người đàn ông khả nghi, cao 1,65 cm và khoảng 30 tuổi, thường đi trên những chiếc xe buýt được những người hành hương theo đạo Phật sử dụng, nhưng người này chưa bao giờ đến bất kỳ buổi lễ nào.
Ngay sau đó, các điều tra viên nhận được thông báo về vụ tấn công tình dục một phụ nữ ở Gongju năm 1985, vụ tấn công năm 1984 chưa được giải quyết và các vụ giết người hàng loạt có thể do cùng một đối tượng thực hiện. Khi điều tra kỹ hơn về vụ án, họ phát hiện ra nạn nhân đã hòa giải không ra tòa với nghi phạm, không ai khác chính là Kang, làm nghề cắt tóc ở Gongju. Thực tế Kang rất giống với nghi phạm mà vị tu sĩ mô tả, Kang trở thành nghi phạm tình nghi nhất, cảnh sát đột kích vào nhà bắt giữ anh ta. Kang không chống cự việc mình bị bắt giữ, chỉ bình tĩnh nói rằng "[tôi] biết [cảnh sát] sẽ đến bắt [tôi]."

## Xét xử, kết án và tử hình
Với tội ác do mình gây ra, Kang Chang-gu đã bị kết án sáu vụ giết người và tuyên án tử hình. Tại phiên tòa, anh ta tỏ ra hối hận về hành động của mình và khóc khi bản án được tuyên. Trong khi chờ thi hành án tại Nhà tù Seoul ở Uiwang, anh ta cải đạo Công giáo. Vào ngày 17 tháng 4 năm 1990, Kang nằm trong số 9 phạm nhân bị treo cổ vì những tội ác tương ứng; Kang và một số phạm nhân khác tỏ ý muốn hiến mắt và thận của họ cho khoa học xem như một dấu hiệu chuộc lỗi.